# رابرت اف. استاکتون
رابرت اف. استاکتون (به انگلیسی: Robert F. Stockton) سناتور سابق عضو حزب دموکرات ایالات متحده آمریکا بود. وی در سال ۱۸۵۱ تا ۱۸۵۳ میلادی سناتور ایالت نیوجرسی در سنای ایالات متحده آمریکا بود.